# Турнир ЭКСПО 1931
Турнир ЭКСПО 1931 (официальное название Tournoi International de l’Exposition Coloniale) — международный футбольный турнир, приуроченный к проведению в 1931 году в Париже международной колониальной выставки. Турнир был организован французским клубом «Рэсинг» Париж по согласованию с генеральным комиссариатом выставки при содействии газет «Le Petit Parisien» и «Exelsior».
На турнире был собран ряд авторитетных в европейском футболе клубов, поэтому турнир является, наряду с Кубком Митропы и Кубком Наций, одним из значимых событий в клубном европейском футболе межвоенной поры, тем самым являясь прообразом европейских клубных турниров УЕФА. Турнир получил развитие: во время международных выставок в 1935 и 1937 годах проходили аналогичные турниры.
Победителем турнира достаточно неожиданно стал швейцарский клуб «Урания» Женева, опередивший ряд признанных фаворитов.

## Участники турнира
В турнире приняли участие 8 команд 
| Страна       | Команда                   | Титул (достижение)                                                                  |
| ------------ | ------------------------- | ----------------------------------------------------------------------------------- |
| Франция      | «Рэсинг» Париж            | Организатор турнира и чемпион Парижской лиги 1931                                   |
| Франция      | «Клюб Франсе» Париж       | Обладатель Кубка Франции 1931                                                       |
| Англия       | «Вулверхэмптон Уондерерс» | 4º место во II дивизионе Лиги Англии 1930/31, четвертьфиналист Кубка Англии 1930/31 |
| Бельгия      | «Ройал» Антверпен         | Чемпион Бельгии 1930/31                                                             |
| Австрия      | «Фёрст Виенна»            | Чемпион Австрии 1930/31, бронзовый призер Кубка Наций 1930                          |
| Швейцария    | «Урания» Женева           | Вице-чемпион Швейцарии 1930/31                                                      |
| Испания      | «Расинг» Сантандер        | Вице-чемпион Испании 1930/31                                                        |
| Чехословакия | «Славия» Прага            | Чемпион Чехословакии 1931, финалист Кубка Наций 1930                                |

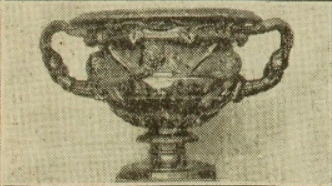
Приз турнира

На турнире были представлены действующие чемпионы или вице-чемпионы ряда ведущих европейских футбольных держав того времени, в том числе чемпионы весьма авторитетных в то время Чехословакии («Славия» Прага с Франтишеком Планичкой, Штефаном Чамбалом, Франтишеком Свободой и Антонином Пучем) и Австрии («Фёрст Виенна» во главе с капитаном «Вундертим» Йозефом Блюмом и игроками этой легендарной команды Карлом Райнером, Леопольдом Хофманом и Йозефом Адельбрехтом). Также в турнире принимал участие ряд известных футболистов: французы Эмиль Венант, Эдмон Дельфур (участники всех трех довоенных чемпионатов мира) и Робер Мерсье, швейцарцы Марсель Николлин и Эдмон Крамер (серебряный призер Олимпиады 1924), баски Луис Регейро и Энрике Ларринага, бельгиец Дезире Бастин (олимпийский чемпион 1920), серб Бранислав Секулич, уругваец Конрад Росс  и другие.
Ввиду весьма значительного футбольного авторитета британцев (которые, однако, не входили в то время в ФИФА и практически не участвовали в международных соревнованиях), организаторы стремились непременно привлечь их к участию в турнире — в конце концов приглашение приняла только заурядная (в тот период своей истории) английская команда II дивизиона «Вулверхэмптон Уондерерс», проигравшая оба свои матча в турнире, показав в целом довольно посредственную игру.

## Ход турнира
Турнир проводился по «олимпийской» системе, в случае ничьей в основное время назначалось дополнительное время (два тайма по 10'), продолжавшееся, в случае необходимости, и далее до первого забитого одной из команд мяча. 

### 1/4 финала
| 6 июня | «Славия» Прага                    | 4:1(от) | «Клюб Франсе»      | «Велодром де Венсен»            |
| | - Пуч 25′ ~100′ ~110′ - Клоз ~95′ | (отчёт) | - Паркс 85′ (пен.) | Зрителей: 12 000 Судья: М.Джонс |
| «Славия» Прага: Планичка - Женишек, А.Новак - Водичка, Шимперский, Черницкий - Юнек, Чамбал (~35' Клоз), Свобода, Пуч, Йоска (тренер Й.Слоуп-Штаплик) »: Сешеай - Фавре, Паркс - Фино, Худри, Логез - Кеннер, Туффаль, Спаньоли, Мерсье, Ланжийе (тренер Фишер) |                                   |         |                    |                                 |

| 7 июня | «Урания» Женева                    | 3:0     | «Рэсинг» Париж   | «Велодром де Венсен»                |
| | - Секулич 1:0′ 3:0′ - Стадлер 2:0′ | (отчёт) | Венант 1Т (пен.) | Зрителей: 12 000 Судья: Дж.Лангенус |
| «Урания» Женева: Николлин - Бови, Видекер - Лоичо, Шаден, Берчен - Э.Крамер, Сирве, Секулич, Росс, Стадлер «Рэсинг» Париж: Тассин - Анатоль, Капелль - Дьянь, Гатеро, Гудшильд - Вейссад, Л.Регейро, Венант, Дельфур, Гали |                                    |         |                  |                                     |

| 7 июня | «Расинг» Сантандер                                  | 3:1     | «Вулверхэмптон Уондерерс» | «Велодром де Венсен»               |
| | - Ларринага 15′ - Оскар 33′ - Бараганьо 3:1′ (пен.) | (отчёт) | - Хартилл 2:1′            | Зрителей: 10 000 Судья: Луи Рагуин |
| «Расинг» Сантандер: Сола - Пико, Себальос - Ф.Эрнандес, Бараганьо, Ибарра - Зубиета, Телете, Оскар, Ларринага, Сиско (тренер Р.Э.Фирт) »: Тутхилл - У.Лоутон, Шоу - Родс, Холлингсворт, Ричардс - Филлипс, Боттрилл, Хартилл, Мартин, Барраклот (тренер Ф.Бакли) |                                                     |         |                           |                                    |

| 9 июня | «Фёрст Виенна»                                            | 7:1     | «Ройал» Антверпен | «Коломб»                       |
| | - Адельбрехт 16′ 28′ 66′ 73′ 86′ - Марат 65′ - Тёгель 89′ | (отчёт) | - Ламбрехтс 10′   | Зрителей: 15 000 Судья: Феррон |
| »: Хорешофски - Райнер, Й.Блюм - Шмаус, Л.Хофман, Маху - Марат, Такс, Адельбрехт, Тёгель, Эрдль (тренер Ф. Фридтум) «Ройал» Антверпен: Сомерс - Пинке, Рик - Симонс, Мертенс, Де Клерк - Де Врис, Ламбрехтс, Уленс, ван Бек, Бастин (тренер В.Левенфельд) |                                                           |         |                   |                                |

В матче открытия одни из фаворитов турнира — футболисты пражской «Славии» — встретили серьезнейшее сопротивление со стороны обладателей кубка Франции, сумевших свести основное время вничью, отквитав с пенальти гол, забитый Антонином Пучем. Однако в дополнительное время чехи оказались сильнее и отличились еще трижды. Футболисты «Урании» несколько неожиданно сумели победить команду хозяев турнира, имевших в составе ряд «звезд», продемонстрировав быстроту и сыгранность. Вице-чемпион Испании достаточно уверенно обыграл клуб второго английского дивизиона (хотя после матча пресса несколько эмоционально превозносила эту победу над «британскими профессионалами»), уже в середине первого тайма получив преимущество в два мяча и спокойно доведя матч до победы. В заключительном матче первого круга грозный австрийский клуб «Ферст Виенна», выступая даже без ряда сильнейших нападающих (в первую очередь, без одного из ведущих игроков «Вундертим» Фридриха Гшвайдля), буквально деклассировал бельгийских чемпионов — 7:1 с «пента-триком» Йозефа Адельбрехта.   
|  |  |  |  |  |  |

### 1/2 финала
| 11 июня | «Урания» Женева  | 2:1     | «Фёрст Виенна»                    | «Коломб»                            |
| | - Секулич 6′ 62′ | (отчёт) | - Й.Блюм 67'(пен.) - Л.Хофман 70′ | Зрителей: 10 000 Судья: Дж.Лангенус |
| «Урания» Женева: Николлин - Бови, Видекер - Лоичо, Шаден, Берчен - Э.Крамер, Ньюлт, Секулич, Росс, Стадлер »: Хорешофски - Райнер, Й.Блюм - Шмаус, Л.Хофман, Маху - Тёгель, Марат, Адельбрехт, Такс, Эрдль (тренер Ф. Фридтум) |                  |         |                                   |                                     |

| 13 июня | «Славия» Прага                             | 5:1     | «Расинг» Сантандер | «Велодром де Венсен»           |
| | - Свобода 3′ 25′ 42′ - Йоска 82′ - Пуч 83′ | (отчёт) | - Ларринага 72′    | Зрителей: 15 000 Судья: Феррон |
| «Славия» Прага: Планичка - Женишек, А.Новак -Водичка, Шимперский, Черницкий - Юнек (5' Файт), Чамбал, Свобода, Пуч, Йоска (тренер Й.Слоуп-Штаплик) «Расинг» Сантандер: Сола - Пико, Себальос (5' Мендаро) - Ф.Эрнандес, Бараганьо, Ибарра - Зубиета, Телете (Ларриноа), Оскар, Ларринага, Сиско (тренер Р.Э.Фирт) |                                            |         |                    |                                |

В полуфинале продолжавшие на этом турнире удивлять болельщиков и знатоков футбола швейцарцы преподнесли настоящую сенсацию, обыграв в напряженнейшем матче команду из Вены. Забив «быстрый» гол, на протяжении первого тайма футболисты из Женевы достаточно уверенно сдерживали атаки своих более искушенных оппонентов, а вскоре после перерыва вдохновенно игравший в этом матче сербский «легионер» «Урании» Бранислав Секулич удвоил результат. В оставшееся время швейцарцам пришлось выдержать настоящую осаду, но оборона и прекрасно сыгравший вратарь Марсель Николлин, отразивший пенальти от Йозефа Блюма, сумели выстоять — 2:1. В другом полуфинале «Славия» «на классе» сумела обыграть соперников из Сантандера, уверенно ведя после первого тайма с перевесом в три мяча, забитых Франтишеком Свободой. Единственной неприятностью стала потеря Антонина Пуча, получившего повреждение и вынужденного пропустить финал. 
|  |  |  |  |

### Матч за III место
| 14 июня | «Фёрст Виенна»                                     | 4:2     | «Вулверхэмптон Уондерерс» | «Коломб»                        |
| | - Марат 12′ - Адельбрехт 50′ 65′ (пен.) - Такс 55′ | (отчёт) | - Хартилл 5′ - Мартин 83′ | Зрителей: 25 000 Судья: М.Джонс |
| »: Хорешофски - Райнер, Й.Блюм - Прамер, Л.Хофман, Маху - Марат, Такс, Адельбрехт, Тёгель, Эрдль (тренер Ф. Фридтум) »: Тутхилл - У.Лоутон, Шоу - Родс, Холлингсворт, Ричардс - Филлипс, Боттрилл, Хартилл, Мартин, Барраклот (тренер Ф.Бакли) |                                                    |         |                           |                                 |

В «утешительном» финале по воле организаторов турнира, которые посчитали, что матч между командами Англии и Австрии представляет наибольший зрительский и коммерческий интерес (перед началом предполагалось и анонсировалось более значительное продвижение британской команды по турнирной сетке), сошлись «Ферст Виенна» и «Вулверхэмптон Уондерерс». Матч, прошедший с заметным преимуществом несколько вальяжно игравших австрийцев, закончился их убедительной победой — 4:2. Забивший два гола Адельбрехт стал лучшим бомбардиром турнира.
|  |  |

## Финал
Финальный матч, собравший на стадионе «Коломб» 22 тысячи зрителей, получился весьма интригующим. Бо́льшую часть матча доминировали чехи, вышедшие вперед в первом тайме после гола Богумила Йоски. Однако в начале второго тайма Эдмон Крамер сравнял счет, а в самом конце встречи, когда уже дополнительное время всем казалось неизбежным, все тот же необычайно удачливый на этом турнире Бранислав Секулич забил победный гол, принеся «Урании» один из самых значимых трофеев в ее истории. Своим успехом швейцарцы обязаны также во многом вратарю Марселю Николлину и уругвайскому играющему тренеру команды Конраду Россу.
| «Урания» Женева              | 2:1   | «Славия» Прага |
| ---------------------------- | ----- | -------------- |
| - Э.Крамер 55′ - Секулич 88′ | Отчет | - Йоска 26′    |

| «Урания» Женева | «Славия» Прага |

| «УРАНИЯ» Женева: |                   |
|                  |                   |
| Швейцария        | Марсель Николлин  |
| Швейцария        | Эдуард Бови       |
| Швейцария        | Видекер           |
| Швейцария        | Эдмон Лоичо       |
| Швейцария        | Шаден             |
| Швейцария        | Берчен            |
| Швейцария        | Эдмонд Крамер     |
| Швейцария        | Андре Сирве       |
| Югославия        | Бранислав Секулич |
| Уругвай          | Конрад Росс       |
| Швейцария        | Эрвин Стадлер     |
| Тренер           |                   |
| Конрад Росс      |                   |

| «СЛАВИЯ» Прага:     |                     |     |
|                     |                     |     |
| Чехословакия        | Франтишек Планичка  |     |
| Чехословакия        | Ладислав Женишек    |     |
| Чехословакия        | Антонин Новак       |     |
| Чехословакия        | Антонин Водичка     |     |
| Чехословакия        | Адольф Шимперский   |     |
| Чехословакия        | Франтишек Черницкий |     |
| Чехословакия        | Франтишек Юнек      | 46' |
| Чехословакия        | Штефан Чамбал       |     |
| Чехословакия        | Франтишек Свобода   |     |
| Чехословакия        | Богумил Йоска       |     |
| Чехословакия        | Франтишек Файт      |     |
| замена              |                     |     |
| Чехословакия        | Ладислав Шубрт      | 46' |
| Тренер              |                     |     |
| Йозеф Слоуп-Штаплик |                     |     |

### Победитель
| Победитель турнира ЭКСПО 1931 «УРАНИЯ» Женева |

### Галерея
|  |  |  |  |  |  |  |

## Бомбардиры
7 голов
- Йозеф Адельбрехт

5 голов
- Бранислав Секулич

4 гола
- Антонин Пуч